# Cély
Cély település Franciaországban, Seine-et-Marne megyében. Lakosainak száma 1256 fő (2022. január 1.). Cély Perthes, Saint-Germain-sur-École, Courances, Dannemois, Soisy-sur-École és Fleury-en-Bière községekkel határos.

## Népesség
A település népességének változása:
| Lakosok száma | 1180 | 1152 | 1179 | 1183 | 1210 | 1238 | 1247 | 1241 | 1256 |
|               | 2013 | 2015 | 2016 | 2017 | 2018 | 2019 | 2020 | 2021 | 2022 |